# پایگاه هوایی وایلدوود
پایگاه هوایی وایلدوود (به انگلیسی: Naval Air Station Wildwood) یک فرودگاه نظامی است . این فرودگاه در کشور ایالات متحده آمریکا قرار دارد و در ارتفاع ۷ متری از سطح دریا واقع شده‌است.